# Fatma Muxtarova
Fatma Muxtarova (Urmía, 26 de marzo de 1893 – Bakú, 19 de octubre de 1972) fue la cantante de ópera de Azerbaiyán, Artista de Honor de la RSS de Georgia y Artista del Pueblo de la RSS de Azerbaiyán.

## Biografía
Fatma Muxtarova nació el 26 de marzo de 1893 en Urmía, Provincia de Azerbaiyán Occidental en Irán. En 1913 fue a Bakú y estudió en el conservatorio. En 1914 se casó y fue a Moscú. Fatma Muxtarova interpretó en los teatros de Moscú, Sarátov, Ucrania, Región del Volga, Georgia y Azerbaiyán. Desde 1938 fue solista del Teatro de Ópera y Ballet Académico Estatal de Azerbaiyán. En 1940 Fatma Mukhtarova recibió el título “Artista del Pueblo de la RSS de Azerbaiyán”. En 1954 dejó la gran escena y empezó a formar a los jóvenes cantantes. Su última interpretación tuvo lugar en el Teatro de ópera y ballet de Tiflis. 
Fatma Muxtarova murió el 19 de octubre de 1972 en Bakú y fue enterrada en el Segundo Callejón de Honor. 

## Premios y títulos
- Artista de Honor de la RSS de Georgia (1936)
- Artista del Pueblo de la RSS de Azerbaiyán (1940)
- Orden de la Bandera Roja del Trabajo
- Orden de la Insignia de Honor